# Comuna Pidlisnivka
Pidlisnivka (în ucraineană Підліснівка) este o comună în raionul Sumî, regiunea Sumî, Ucraina, formată din satele Bilousivka, Cervonîi Kut, Mîlovîdivka, Novomîhailivka, Oleksandrivka, Pidlisnivka (reședința) și Stepne.

## Demografie
Componența lingvistică a comunei Pidlisnivka
     Ucraineană (96,2%)
     Rusă (3,43%)
     Alte limbi (0,29%)
Conform recensământului din 2001, majoritatea populației comunei Pidlisnivka era vorbitoare de ucraineană (96,2%), existând în minoritate și vorbitori de rusă (3,43%).